# Ландакотскиркья
Ландакотскиркья или Собор Христа Царя (исл. Landakotskirkja, другое название — Kristskirkja) — католическая церковь, находящаяся в Рейкьявике, Исландия. Церковь служит кафедральным собором католической епархии Рейкьявика.

## История
Архитектором церкви является Гвюдйоун Самуэльссон. Храм был освящён 23 июля 1929 года. Почётный папский титул «малая базилика» был получен в 1999 году. Находится на холме Ландакот, на западе Рейкьявика.
Единственная католическая школа в Исландии «присоединена» к церкви и находится рядом с ней.